# Phrygionis aemonia
Phrygionis aemonia är en fjärilsart som beskrevs av Druce 1900. Phrygionis aemonia ingår i släktet Phrygionis och familjen mätare. Inga underarter finns listade i Catalogue of Life.